# Krążałek plamisty
Krążałek plamisty (Gonyodiscus rotundatus) – gatunek lądowego ślimaka trzonkoocznego z rodziny krążałkowatych (Discidae).
Gatunek ten przez wiele lat klasyfikowany był w rodzaju Discus, ale w 2023 roku w oparciu o badania filogenetyczne został wraz z krążałkiem ostrokrawędzistym wydzielony do wskrzeszonego rodzaju Gonyodiscus.
Zasięg jego występowania obejmuje wyspy środkowego Oceanu Atlantyckiego, Europę Zachodnią i Włochy, po południową część Skandynawii i wschodnią część regionu bałtyckiego. W Polsce występuje w leśnej ściółce oraz wśród resztek roślinnych w siedliskach antropogenicznych. Miejscami jest liczny. Pionowy zasięg dochodzi do 2100 m w Szwajcarii.
Muszla osiąga wymiary 2–4 x 5,5–7 mm. Jej ubarwienie jest zależne od regionu występowania.
Cykl życiowy krążałka plamistego oraz dynamikę jego populacji w Polsce opisała Elżbieta Kuźnik-Kowalska. Ślimak ten żyje około 3 lat (2,5–3,5 roku). Dojrzałość płciową w warunkach naturalnych osiąga w drugim lub trzecim roku życia, w laboratoryjnych po 100–150 dniach. Jaja składa w próchniejącym drewnie. W jednym złożeniu może być od 1 do 15 sztuk o średnicy 0,7–1,5 mm. W całym cyklu życiowym składa do 178 jaj. U młodych obserwowano kanibalizm.